# In de wolken
In de wolken is een single uit 1999 van de Nederlandse popgroep De Kast. Het is het negende nummer van het album Onvoorstelbaar.

## Tracklist
1. In de wolken 4:23
2. Hetere vuren (Akoestisch) 3:20

## Hitnoteringen
| "In de wolken" in de Nederlandse Top 40 -- binnen: 27-02-1999 | "In de wolken" in de Nederlandse Top 40 -- binnen: 27-02-1999 | "In de wolken" in de Nederlandse Top 40 -- binnen: 27-02-1999 | "In de wolken" in de Nederlandse Top 40 -- binnen: 27-02-1999 | "In de wolken" in de Nederlandse Top 40 -- binnen: 27-02-1999 | "In de wolken" in de Nederlandse Top 40 -- binnen: 27-02-1999 | "In de wolken" in de Nederlandse Top 40 -- binnen: 27-02-1999 | "In de wolken" in de Nederlandse Top 40 -- binnen: 27-02-1999 | "In de wolken" in de Nederlandse Top 40 -- binnen: 27-02-1999 | "In de wolken" in de Nederlandse Top 40 -- binnen: 27-02-1999 | "In de wolken" in de Nederlandse Top 40 -- binnen: 27-02-1999 | "In de wolken" in de Nederlandse Top 40 -- binnen: 27-02-1999 | "In de wolken" in de Nederlandse Top 40 -- binnen: 27-02-1999 | "In de wolken" in de Nederlandse Top 40 -- binnen: 27-02-1999 |
| Week                                                          | 1                                                             | 2                                                             | 3                                                             | 4                                                             | 5                                                             | 6                                                             | 7                                                             | 8                                                             | 9                                                             | 10                                                            | 11                                                            | 12                                                            | 13                                                            |
| ------------------------------------------------------------- | ------------------------------------------------------------- | ------------------------------------------------------------- | ------------------------------------------------------------- | ------------------------------------------------------------- | ------------------------------------------------------------- | ------------------------------------------------------------- | ------------------------------------------------------------- | ------------------------------------------------------------- | ------------------------------------------------------------- | ------------------------------------------------------------- | ------------------------------------------------------------- | ------------------------------------------------------------- | ------------------------------------------------------------- |
| Nummer                                                        | 18                                                            | 12                                                            | 7                                                             | 11                                                            | 13                                                            | 9                                                             | 14                                                            | 14                                                            | 15                                                            | 22                                                            | 28                                                            | 31                                                            | 39                                                            |

| "In de wolken" in de Nederlandse Single Top 100 -- binnen: 20-02-1999 | "In de wolken" in de Nederlandse Single Top 100 -- binnen: 20-02-1999 | "In de wolken" in de Nederlandse Single Top 100 -- binnen: 20-02-1999 | "In de wolken" in de Nederlandse Single Top 100 -- binnen: 20-02-1999 | "In de wolken" in de Nederlandse Single Top 100 -- binnen: 20-02-1999 | "In de wolken" in de Nederlandse Single Top 100 -- binnen: 20-02-1999 | "In de wolken" in de Nederlandse Single Top 100 -- binnen: 20-02-1999 | "In de wolken" in de Nederlandse Single Top 100 -- binnen: 20-02-1999 | "In de wolken" in de Nederlandse Single Top 100 -- binnen: 20-02-1999 | "In de wolken" in de Nederlandse Single Top 100 -- binnen: 20-02-1999 | "In de wolken" in de Nederlandse Single Top 100 -- binnen: 20-02-1999 | "In de wolken" in de Nederlandse Single Top 100 -- binnen: 20-02-1999 | "In de wolken" in de Nederlandse Single Top 100 -- binnen: 20-02-1999 | "In de wolken" in de Nederlandse Single Top 100 -- binnen: 20-02-1999 | "In de wolken" in de Nederlandse Single Top 100 -- binnen: 20-02-1999 | "In de wolken" in de Nederlandse Single Top 100 -- binnen: 20-02-1999 | "In de wolken" in de Nederlandse Single Top 100 -- binnen: 20-02-1999 | "In de wolken" in de Nederlandse Single Top 100 -- binnen: 20-02-1999 | "In de wolken" in de Nederlandse Single Top 100 -- binnen: 20-02-1999 | "In de wolken" in de Nederlandse Single Top 100 -- binnen: 20-02-1999 |
| Week                                                                  | 1                                                                     | 2                                                                     | 3                                                                     | 4                                                                     | 5                                                                     | 6                                                                     | 7                                                                     | 8                                                                     | 9                                                                     | 10                                                                    | 11                                                                    | 12                                                                    | 13                                                                    | 14                                                                    | 15                                                                    | 16                                                                    | 17                                                                    | 18                                                                    | 19                                                                    |
| --------------------------------------------------------------------- | --------------------------------------------------------------------- | --------------------------------------------------------------------- | --------------------------------------------------------------------- | --------------------------------------------------------------------- | --------------------------------------------------------------------- | --------------------------------------------------------------------- | --------------------------------------------------------------------- | --------------------------------------------------------------------- | --------------------------------------------------------------------- | --------------------------------------------------------------------- | --------------------------------------------------------------------- | --------------------------------------------------------------------- | --------------------------------------------------------------------- | --------------------------------------------------------------------- | --------------------------------------------------------------------- | --------------------------------------------------------------------- | --------------------------------------------------------------------- | --------------------------------------------------------------------- | --------------------------------------------------------------------- |
| Nummer                                                                | 21                                                                    | 14                                                                    | 11                                                                    | 11                                                                    | 9                                                                     | 8                                                                     | 8                                                                     | 9                                                                     | 12                                                                    | 14                                                                    | 23                                                                    | 27                                                                    | 27                                                                    | 34                                                                    | 43                                                                    | 53                                                                    | 61                                                                    | 70                                                                    | 78                                                                    |